# Escala Likert
L'escala de Likert (també denominada mètode d'avaluacions sumàries) publicada el 1932 per Rensis Likert, és una escala psicomètrica comunament utilitzada en les investigacions de ciències socials que empren qüestionaris. És l'enfocament més utilitzat per ordenar per gradient les respostes a la investigació per enquestes, de manera que el terme "escales tipus Likert" s'usa sovint de forma intercanviable amb «escala de valoració», encara que hi ha altres tipus d'escales de valoració.
L'escala porta el nom del seu inventor, el psicòleg Rensis Likert. Likert va distingir entre una escala pròpiament dita, que sorgeix de les respostes col·lectives a un conjunt d'elements (generalment vuit o més), i el format en què es puntuen les respostes al llarg d'un rang. Tècnicament parlant, una escala Likert només es refereix a la primera d'aquestes opcions. La diferència entre aquests dos conceptes té a veure amb la distinció que va fer Likert entre el fenomen subjacent que s'investiga i els mitjans per capturar la variació que apunta el fenomen subjacent.
En respondre a un ítem de Likert, els enquestats especifiquen el nivell d'acord o desacord en una escala simètrica d'acord-desacord per a una sèrie d'afirmacions. Per tant, el rang captura la intensitat dels sentiments per a un element determinat. Com a tals, les escales Likert han trobat aplicació en psicologia i sociologia així com en estadística, negocis i màrqueting.
Es pot crear una escala com la suma simple o la mitjana de les respostes a un qüestionari sobre el conjunt d'elements individuals (preguntes). Quan ho feu, l'escala Likert assumeix que les distàncies entre cada opció (opcions de resposta) són iguals. Molts investigadors fan servir un conjunt d'elements d'aquest tipus que estan altament correlacionats (que mostren una alta consistència interna) però també que junts capturaran el tema complet en estudi (la qual cosa requereix correlacions menys que perfectes). Altres mantenen un estàndard segons el qual «Se suposa que tots els elements són rèpliques dels altres, en altres paraules, els elements es consideren instruments paral·lels». Per contra, la teoria de respostes moderna tracta la dificultat de cada ítem (les corbes característiques de cada ítem) com a informació que s'ha d'incorporar als ítems de l'escala.

## Composició

Un exemple en anglès dun qüestionari sobre el disseny dun lloc web, amb respostes en escala Likert.

Una escala de Likert és la suma de les respostes de diversos ítems de Likert. Com que moltes escales Likert emparellen cada element Likert constituent amb la seva pròpia instància d'una escala anàloga visual (p. ex., una línia horitzontal, en què el subjecte indica una resposta fent un cercle o marcant caixes de verificació), de vegades es fa referència de manera errònia a un element individual. com si fos o tingués una escala, amb aquest error creant una confusió generalitzada a la literatura i el llenguatge del camp.
Un ítem de Likert és simplement una afirmació que se li demana avaluar l'enquestat donant-li un valor quantitatiu en qualsevol tipus de dimensió subjectiva o objectiva, i el nivell d'acord/desacord és la dimensió més comunament utilitzada. Els articles Likert ben dissenyats exhibeixen tant «simetria» com «equilibri». Simetria significa que contenen el mateix nombre de posicions positives i negatives les respectives distàncies del qual són simètriques bilateralment respecte al valor «neutral» (es presenti o no aquest valor com una opció). Equilibri significa que la distància entre cada valor candidat és la mateixa, cosa que permet que les comparacions quantitatives, com la mitjana, siguin vàlides entre elements que contenen més de dos valors candidats.
El format d'un element Likert típic de cinc nivells, per exemple, podria ser:
1. Totalment en desacord
2. En desacord
3. Ni d'acord ni en desacord
4. D'acord
5. Totalment d'acord

L'escala Likert és un mètode de valoració bipolar, que mesura la resposta positiva o negativa a una declaració. De vegades es fa servir una escala amb un nombre parell de punts, on l'opció intermèdia de «ni d'acord ni en desacord» no està disponible. Això de vegades s'anomena mètode d'«elecció forçada», ja que s'elimina l'opció neutral. L'opció neutral es pot veure com una opció fàcil de prendre quan un enquestat no està segur, per la qual cosa és qüestionable si és una opció veritablement neutral. Un estudi del 1987 va trobar diferències insignificants entre l'ús d'«indecís» i «neutral» com l'opció intermèdia en una escala Likert de cinc punts.
Les escales Likert poden estar subjectes a distorsions per diverses causes. Els enquestats poden:
- Evitar utilitzar categories de resposta extremes (biaix de tendència central), especialment pel desig d'evitar que es percebi que tenen punts de vista extremistes (un exemple de biaix de desitjabilitat social). Aquest efecte pot aparèixer al principi d'una prova a causa de l'expectativa que puguin seguir preguntes sobre les quals el subjecte té opinions més sòlides, de manera que en les preguntes anteriors un «deixa espai» per a respostes més sòlides més endavant a la prova. Aquesta expectativa crea un biaix que és especialment perniciós en el sentit que els seus efectes no són uniformes al llarg de la prova i no es poden corregir mitjançant una simple normalització generalitzada;
- Acordar amb les declaracions presentades (biaix d'aquiescència), aquest efecte és especialment fort entre les persones que estan subjectes a una cultura d'institucionalització que fomenta i incentiva l'afany d'agradar, com els infants, les persones amb discapacitats del desenvolupament i la gent gran o malalts.
- No estar d'acord amb les oracions presentades per un desig defensiu d'evitar fer declaracions errònies i/o evitar les conseqüències negatives que els enquestats poden témer que resultin que les seves respostes es facin servir en contra, especialment si es malinterpreten i/o es treuen de context.
- Proporcionar respostes que es creu que s'avaluaran com a indicadores de fortalesa o manca de debilitat/disfunció («fingir positivisme»).
- Proporcionar respostes que creuen que s'avaluaran com a indicadores de debilitat o presència de discapacitat/patologia («fingir negativitat»).
- Tractar de retratar-se a si mateixos o a la seva organització en una llum que ells creuen que l'examinador o la societat consideren més favorable que les seves creences veritables (biaix de desitjabilitat social, la versió intersubjectiva de l'objectiu de «fingir positivisme» discutit anteriorment).
- Tractar de retratar-se a si mateixos oa la seva organització d'una manera que creguin que l'examinador o la societat consideren menys favorable/més desfavorable que les seves veritables creences (desafiament a les normes, la versió intersubjectiva de l'objectiu «fingir negativitat» discutit anteriorment).

El disseny d'una escala equilibrada (amb un nombre igual de declaracions positives i negatives i, especialment, un nombre igual de declaracions positives i negatives respecte a cada posició o tema en qüestió) pot obviar el problema del biaix d'aquiescència, ja que l'aquiescència en elements positius tendeix a equilibrar l'aquiescència en elements negatius, però els biaixos defensius, de tendència central i de desitjabilitat social són més problemàtics.

## Puntuació i anàlisi
Un cop completat el qüestionari, cada ítem es pot analitzar separadament o, en alguns casos, les respostes dels ítems es poden sumar per crear una puntuació per a un grup d'ítems. Per tant, les escales Likert sovint s'anomenen escales sumatives.
Si els elements individuals de Likert es poden considerar dades de nivell d'interval, o si s'han de tractar com a dades ordenades-categòriques és objecte d'un desacord considerable en la literatura, amb fortes conviccions sobre quins són els mètodes més aplicables. Aquest desacord es remunta, en molts aspectes, a la mesura que els elements de Likert s'interpreten com a dades ordinals.
Hi ha dues consideracions principals en aquesta discussió: Primer, les escales Likert són arbitràries. El valor assignat a un ítem de Likert no té una base numèrica objectiva, ja sigui en termes de teoria de mesura o valor (a partir de la qual es pot determinar una mètrica de distància). El valor assignat a cada element de Likert el determina simplement l'investigador que dissenya l'enquesta, que pren la decisió segons el nivell de detall desitjat. Tot i això, per convenció, als elements de Likert se'ls sol assignar valors enters positius progressius. Les escales de Likert solen oscil·lar entre 2 i 10, sent 3, 5 o 7 les més comunes. A més, aquesta estructura progressiva de l'escala és tan gran que cada element de Likert successiu es tracta com si indiqués una resposta "millor" que el valor anterior. (Això pot diferir en els casos en què cal un ordre invers de l'escala Likert).
El segon punt, i possiblement més important, és si la «distància» entre cada categoria d'elements successius és equivalent. Això tradicionalment és inferit. Per exemple, a l'ítem Likert de cinc punts anterior, la inferència és que la «distància» entre les categories 1 i 2 és la mateixa que entre les categories 3 i 4. En termes de bones pràctiques de recerca, és important una presentació equidistant per part de l'investigador; en cas contrari, es pot produir un biaix a l'anàlisi. Per exemple, és poc probable que un element Likert de quatre punts amb les categories «Pobre», «Mitjà», «Bé» i «Molt bo» tingui totes les categories equidistants, ja que només hi ha una categoria que pot rebre una qualificació per sota la mitjana. Podria dir-se que això esbiaixaria qualsevol resultat a favor d'un resultat positiu. D'altra banda, fins i tot si un investigador presenta allò que ell o ella creu que són categories equidistants, és possible que l'enquestat no ho interpreti com a tal.
Una bona escala Likert, com l?anterior, presentarà una simetria de categories al voltant d'un punt mitjà amb qualificadors lingüístics clarament definits. En aquesta escala simètrica, els atributs equidistants s'observaran normalment més clarament o, almenys, s'inferiran. És quan una escala Likert és simètrica i equidistant que es comportarà més com un mesurament de nivell dinterval. Aleshores, si bé una escala Likert és de fet ordinal, si està ben presentada, pot aproximar-se a un mesurament de nivell d'interval. Això pot ser beneficiós ja que, si es tractés només com a escala ordinal, es podria perdre informació valuosa si la «distància» entre els elements de Likert no estigués disponible per a la seva consideració. La idea important aquí és que el tipus d'anàlisi adequada depèn de com s'hagi presentat l'escala Likert.
Les nocions de tendència central se solen aplicar a nivell d'ítem, és a dir, les respostes solen mostrar una distribució quasi normal. La validesa de les mesures depèn de la naturalesa de l'interval subjacent de l'escala. Si s'assumeix una naturalesa d'interval per a una comparació de dos grups, les mostrades aparellades no són inadequades. Si es realitzaran proves no paramètriques, la modificació de Platt (1959) a la prova de rangs amb signes de Wilcoxon es recomana sobre la prova estàndard de rangs amb signes de Wilcoxon.
Les respostes a diverses preguntes Likert es poden sumar sempre que totes les preguntes utilitzin la mateixa escala Likert i que l'escala sigui una aproximació defensable a una escala d'interval, i en aquest cas el teorema del límit central permet el tractament de les dades com a dades de interval que mesuren una variable latent. Si les respostes sumades compleixen aquests supòsits, es poden aplicar proves estadístiques paramètriques com l'anàlisi de variància. Els punts de tall típics per pensar que aquesta aproximació serà acceptable són un mínim de quatre i preferiblement vuit elements a la suma.
Per modelar respostes tipus Likert binàries directament, es poden representar en forma binomial sumant les respostes d'acord i en desacord per separat. La prova txi-quadrat, la prova Q de Cochran o la prova de McNemar són procediments estadístics comuns que s'utilitzen després d'aquesta transformació. Proves no paramètriques com la prova de txi-quadrat, la prova de Mann-Whitney, la prova de rangs amb signe de Wilcoxon o la prova de Kruskal-Wallis s'utilitzen sovint en l'anàlisi de dades a escala Likert.
Alternativament, les respostes de l'escala de Likert es poden analitzar amb un model probit ordenat, tot preservant l'ordre de les respostes sense la suposició d'una escala d'interval. L'ús d'un model probit ordenat pot evitar errors que sorgeixen quan es tracten les qualificacions ordenades com a mesures de nivell d'interval.

### Presentació visual de dades tipus Likert
Una part important de l'anàlisi i la presentació de dades és la visualització (o traçat) de dades. El tema de graficar les dades de qualificació Likert (i d'altres) es discuteix extensament en dos articles de Robbins i Heiberger. Al primer, recomanen l'ús del que anomenen gràfics de barres apilades divergents i els comparen amb altres estils de traçat. El segon article descriu l'ús de la funció de Likert al paquet HH per a R i dona molts exemples del seu ús.

## Nivells de mesura
Sovint es creu que les cinc categories de resposta representen un nivell de mesura dinterval. Però això només pot ser el cas si els intervals entre els punts d'escala corresponen a observacions empíriques en un sentit mètric. Reips i Funke (2008) mostren que aquest criteri es compleix molt millor amb una escala analògica visual. De fet, també poden aparèixer fenòmens que qüestionin fins i tot el nivell de l'escala ordinal a les escales Likert. Per exemple, en un conjunt d'elements A, B, C classificat amb l'escala de Likert, poden aparèixer relacions circulars com A > B, B > C i C > A. Això viola l'axioma de transitivitat per a l'escala ordinal.
Les investigacions de Labovitz i Traylor proporcionen evidència que, fins i tot amb distorsions força grans de les distàncies percebudes entre els punts d'escala, els ítems de tipus Likert es comporten de manera propera a escales que es perceben com d'intervals iguals. Per tant, aquests elements i altres escales que apareixen als qüestionaris són robustos davant les violacions del supòsit de la mateixa distància que molts investigadors creuen que són necessaris per als procediments i proves estadístics paramètrics.

## Pronunciació
Rensis Likert, el desenvolupador de l'escala, pronunciava el seu nom /ˈlɪk.ərt/. Alguns han afirmat que el nom de Likert «és un dels més erròniament pronunciats a [el] camp», perquè moltes persones pronuncien el nom de l'escala com /ˈlaɪ.kərt/.